# Trema humbertii
Trema humbertii är en hampväxtart som beskrevs av André Leroy. Trema humbertii ingår i släktet Trema och familjen hampväxter. Inga underarter finns listade i Catalogue of Life.